# Грайвороново
Гра́йвороново (Граворново) — бывшее село к востоку от города Москвы, позднее вошедшее в её состав. Сейчас на этом месте располагается промзона и два жилых квартала в московском районе Текстильщики.

## История
Впервые деревня Грайворново упоминается в жалованной грамоте 1543 года как принадлежащая Симонову монастырю с топографическим уточнением «на Перерве на Коломенке». В дальнейшем название менялось: в XVIII веке — Граморны, в XIX — начале XX веков — Граворново или Граворнова, в переписи 1926 года — Грайвороново. Название, вероятно, образовано от личного имени (например, в XVI веке известен дьяк Данило Граворонов или Грайворонов). В украинском языке и южнорусских диалектах «грайворон» означает «грач». В Большом толковом словаре русского языка слово грай характеризуется, как «громкий беспорядочный птичий крик, карканье», а «граять» означает «каркать». Так же, существует предположение, что в этих местах водилось очень много воронья, от чего и произошло название деревни. Улица Грайвороновская в свою очередь называлась Главной. К тому времени, как была выстроена текстильная фабрика, вокруг деревни начала складываться существующая и по сей день большая промышленная зона. В 1884 году в деревне насчитывался 261 житель, 43 двора, кузница, 2 трактира, 5 овощных лавок и питейное заведение. На карте 1931 года указано население 127 жителей. Грайвороново вошло в черту Москвы в 1935 году..

## Современное состояние
Современное Грайвороново — это два жилых квартала (90а и 91, нумерация сквозная по районам Текстильщики, Кузьминки и Выхино — бывшему Волгоградскому району Москвы), а также промзона № 56 «Грайвороново» вблизи товарной станции Новопролетарская. Современная Грайвороновская улица — бывшая главная улица деревни Грайвороново. Название бывшего села также сохранилось в наименовании 1-го и 2-го Грайвороновских проездов.

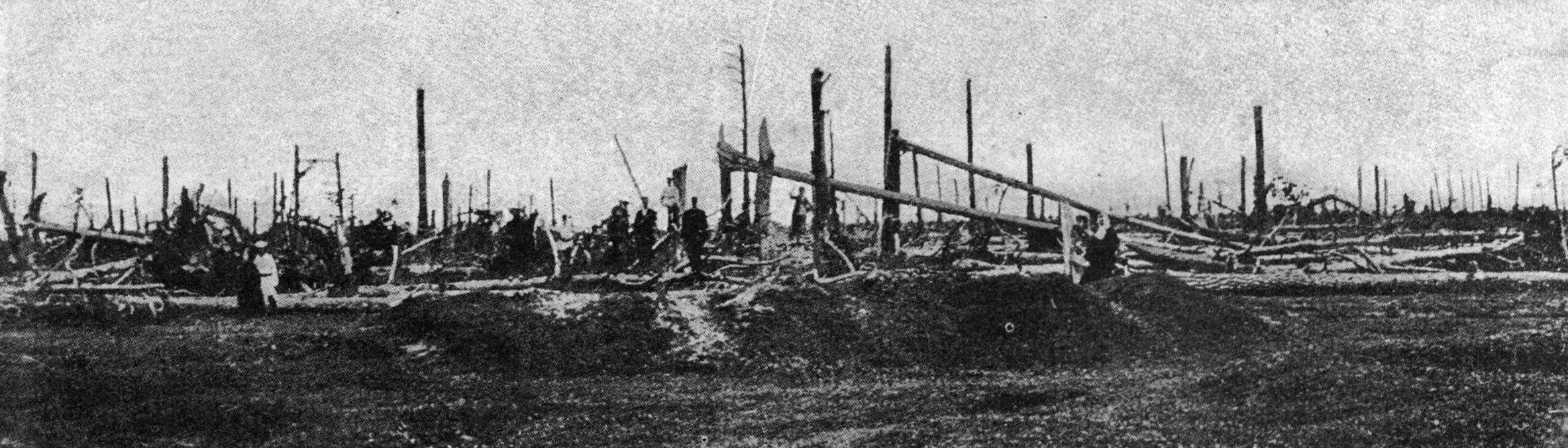

По территории района проходят автобусные маршруты № 29, 193, 228, 725, 861.
Намечен частичный вывод промзоны «Грайвороново» со строительством на её месте жилых домов (квартала 115а). Уже отстроен жилой микрорайон «Волгоградский» (квартал 113а) на месте бывшей территории совхоза «Горьковец».